# 阿波市立市場歴史民俗資料館
阿波市立市場歴史民俗資料館（あわしりついちばれきしみんぞくしりょうかん）は、徳島県阿波市市場町市場にある博物館。

## 施設
1992年（平成4年）9月1日に開館。1階は阿波市立土成図書館となっており、建物の2階に資料館がある。入場料は無料。阿波市内には他にも阿波市立土成歴史館がある。
蜂須賀家政の御判物を中心に、切幡寺大塔修復に伴う資料と市場地城の絵地図等も多数展示。

## 交通
- 徳島自動車道「土成インターチェンジ」より車で約15分。
- JR徳島線「学駅」より車で約10分。